# Мальчицівська сільська рада
Мальчицівська сільська рада — колишній орган місцевого самоврядування у Яворівському районі Львівської області. Адміністративний центр — село Мальчиці.

## Загальні відомості
Мальчицівська сільська рада утворена в 1994 році. Територією ради протікає річка Верещиця.

## Населені пункти
Сільській раді підпорядковані населені пункти:
- с. Мальчиці

## Склад ради
Рада складалася з 16 депутатів та голови.

### Керівний склад попередніх скликань
| ПІБ                    | Основні відомості                                                               | Дата обрання | Дата звільнення |
| ---------------------- | ------------------------------------------------------------------------------- | ------------ | --------------- |
| Бук Богдан Михайлович  | Сільський голова, 1949 року народження, безпартійний                            | 26.03.2006   | 31.10.2010      |
| Сабадаш Євген Іванович | Сільський голова, 1962 року народження, освіта середня спеціальна, безпартійний | 31.10.2010   |                 |

Примітка: таблиця складена за даними джерела